# Nuna asiilasooq
Nuna asiilasooq (La terra dalla grande lunghezza) è un inno nazionale della Groenlandia riconosciuto come tale nel 1979, a fianco di Nunarput utoqqarsuanngoravit. Il testo e la musica sono di Jonathan Petersen.